# Terno de Reis
Terno de Reis refere-se a canções e pequenos grupos de músicos que as realizam, com referência a história bíblica dos Três Reis Magos e sua chegada ao lugar onde se encontrava o menino Jesus recém nascido, baseado na tradição religiosa portuguesa. Tradicionalmente, esses grupos percorrem as casas de suas comunidades desde o dia 25 de dezembro até a véspera do dia 6 de janeiro, data em que se comemora mais amplamente o Dia de Reis..   
A tradição se baseia nos relatos da Bíblia e datas fixadas posteriormente pela Igreja, segundo os quais os chamados Três Reis Magos, Gaspar, Melchior e Baltazar iniciaram sua procura por Jesus no dia 25 de dezembro e o encontraram no dia 6 de janeiro, data em que se comemora o Dia de Reis. Desse modo, é comum que os grupos, tradicionalmente compostos por 3 cantores do Terno e outros instrumentistas, cheguem às casas de suas comunidades de surpresa durante a noite, entre os dias 25 de dezembro e 6 de janeiro de cada ano.  
A seguir, uma letra que exemplifica um Terno de Reis:    
Terno de reis
Na sua morada cheguei
O portão estava aberto
No seu cercado entrei
Pra dizer nesta cantiga
O que o Santo Reis pediu
No entanto, é possível que durante o evento os cantores criem as letras com base em improvisação, usando como elemento fatos ocorridos durante aquela noite em específico, fazendo referência, por exemplo, à família que os recebeu, à contribuição feita aos cantores, etc.  
Esses dados se referem aos registros da prática em regiões mais tradicionais de municípios catarinenses, como Florianópolis, Itajaí e Camboriú. No entanto, há também o registro do festejo em outras regiões do país, como por exemplo no Estado do Espírito Santo, em que a prática é conhecida por Folia de Reis.   